# موزه مونک

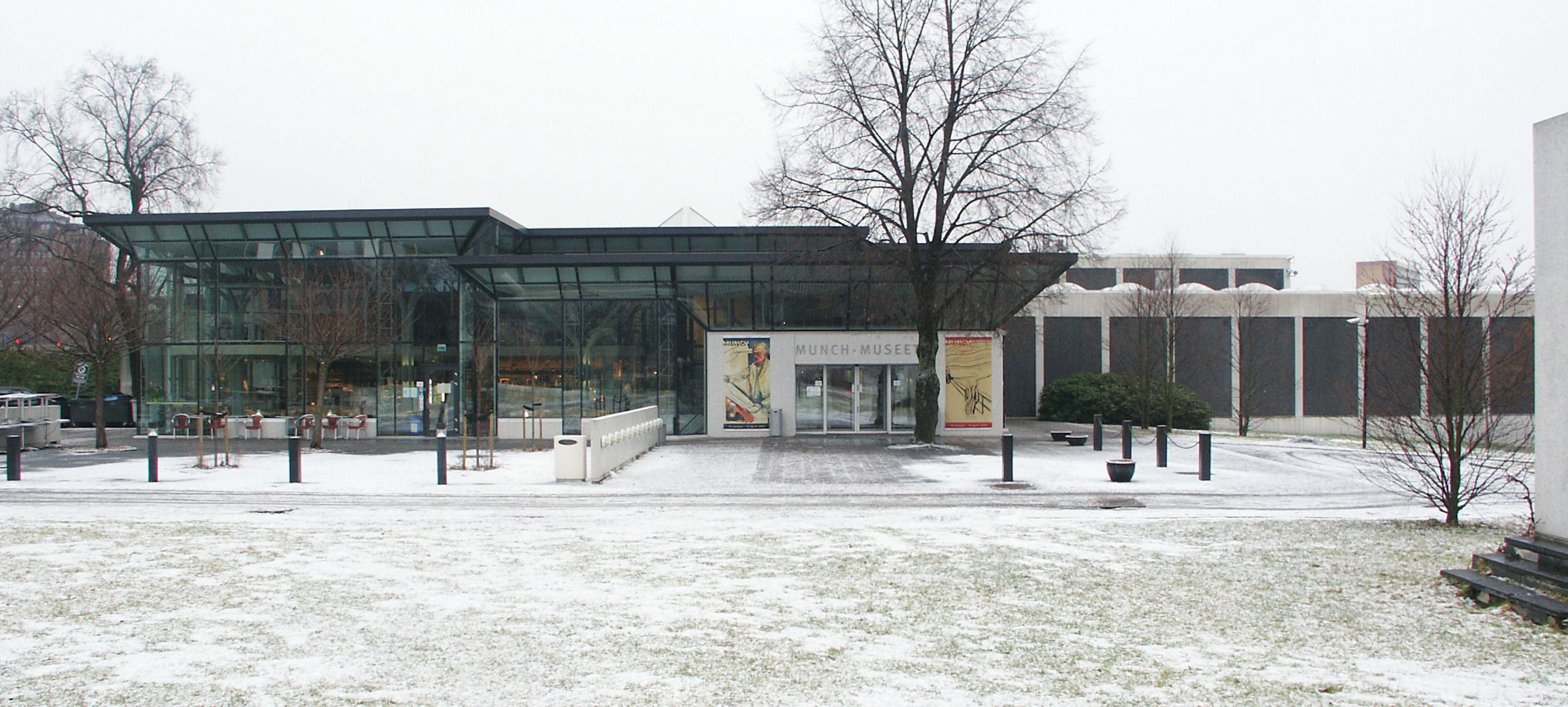
معماران: اینار میکلبوست و گونار فوگنر

موزهٔ مونک (به نروژی: Munch-museet) یک موزۀ هنری در اسلو نروژ است که به زندگی و آثار هنرمند نروژی، ادوارد مونک اختصاص داده شده‌است.

## نگارخانه

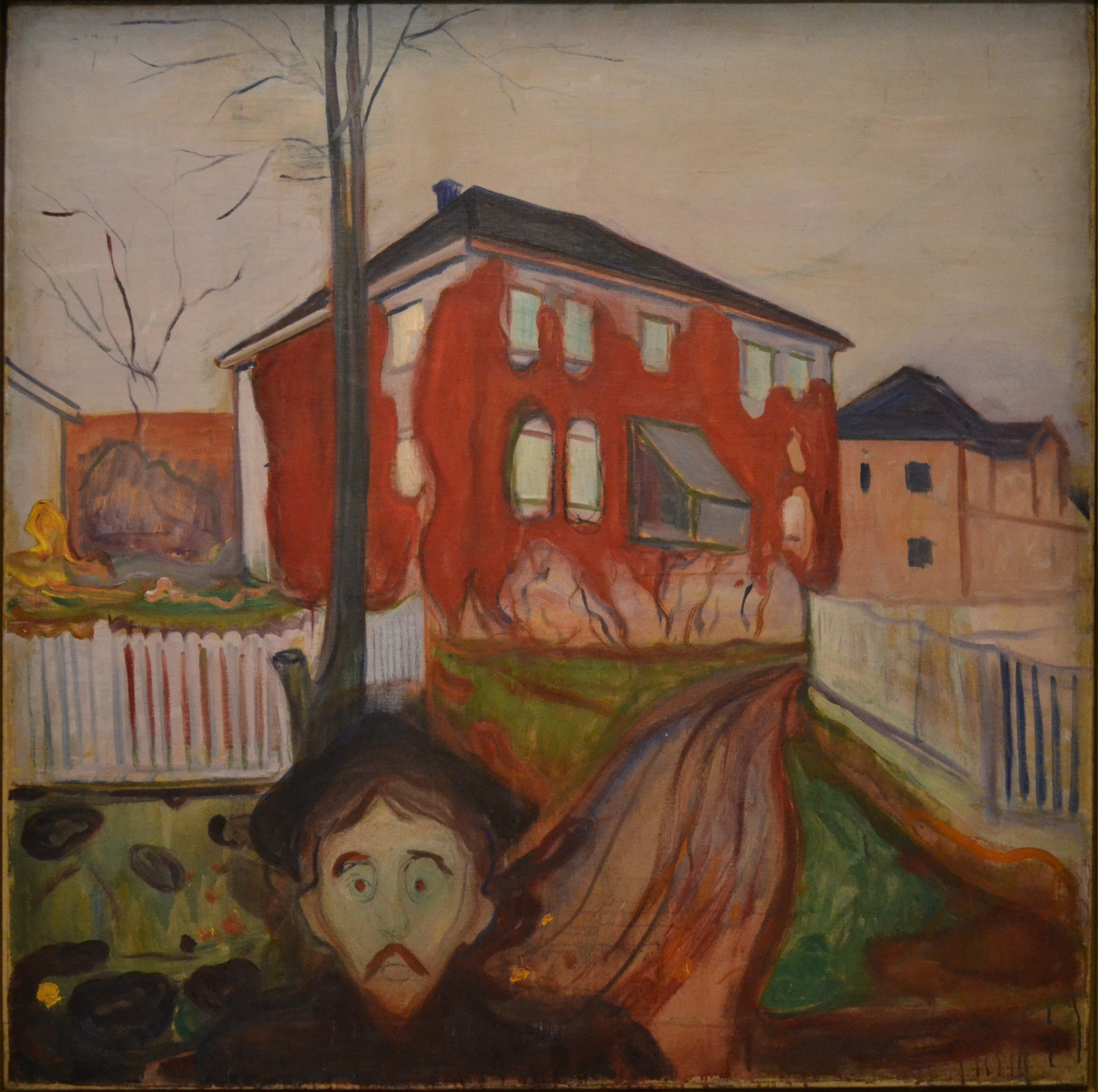
پیچک سرخ ویرجینیا
بین ۱۸۹۸-۱۹۰۰
اثر ادوارد مونک